# Saint-Laurent-la-Vernède
 Saint-Laurent-la-Vernède  es una población y comuna francesa, situada en la región de Languedoc-Rosellón, departamento de Gard, en el distrito de Nimes y cantón de Lussan.

## Demografía
| 241 | 238 | 295 | 380 | 535 | 592 |
| Para los censos de 1962 a 1999 la población legal corresponde a la población sin duplicidades (Fuente: INSEE [Consultar]) |     |     |     |     |     |